# Calligrapha scalaris
Calligrapha scalaris är en skalbaggsart som först beskrevs av J. E. Leconte 1824.  Calligrapha scalaris ingår i släktet Calligrapha och familjen bladbaggar. Inga underarter finns listade i Catalogue of Life.

## Bildgalleri

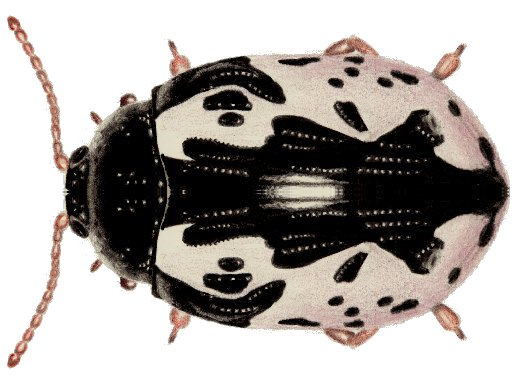